# Ypthima hiemis
Ypthima hiemis är en fjärilsart som beskrevs av Ungemach 1932. Ypthima hiemis ingår i släktet Ypthima och familjen praktfjärilar. Inga underarter finns listade i Catalogue of Life.